# Дзюба Іван Михайлович (пілот)
Іва́н Миха́йлович Дзю́ба (нар. 1 травня 1918 — 12 жовтня 1995) — радянський льотчик-винищувач часів Другої світової війни, Герой Радянського Союзу (1942).

## Життєпис
Народився 1 травня 1918 року в селі Огульцях, УНР, нині Валківський район Харківської області, в селянській родині. Українець. Член ВКП(б) з 1941 року.
Закінчив 7 класів школи, школу ФЗУ. Працював слюсарем на Харківському паровозоремонтному заводі.
До лав РСЧА призваний у 1938 році. Закінчив Одеську військову авіаційну школу пілотів.
Учасник німецько-радянської війни з липня 1941 року. Воював на Калінінському, Північно-Західному, Волховському, Сталінградському і Степовому фронтах. Пройшов бойовий шлях від командира авіаційної ланки до інспектора з техніки пілотування авіаційного корпусу.
Командир ескадрильї 12-го винищувального авіаційного полку 57-ї винищувальної авіаційної дивізії 11-ї армії Північно-Західного фронту майор І. М. Дзюба здійснив 238 бойових вильотів. У 25 повітряних боях збив особисто 9 й у складі групи 12 літаків супротивника.
З липня 1943 року — старший льотчик-випробувач 3-го відділу 1-го Управління ГК НДІ ВПС СРСР. Одним із перших освоїв техніку пілотування реактивних літаків. Всього освоїв 117 типів і модифікацій літаків.
З січня 1960 року — інструктор з льотної підготовки Центру підготовки космонавтів СРСР. Серед його учнів були троє перших радянських космонавтів: Ю. О. Гагарін, Г. С. Титов, А. Г. Ніколаєв.
У 1972 році полковник І. М. Дзюба пішов у відставку. З 1974 року працював при Головному штабі ВПС СРСР.
Мешкав у селищі Чкаловський (нині в межі міста Щолково) Московської області, де й помер 12 жовтня 1995 року. Похований на цвинтарі села Леоніха Щолковського району Московської області.

## Нагороди
Указом Президії Верховної Ради СРСР від 21 липня 1942 року за зразкове виконання бойових завдань командування на фронті боротьби з німецько-фашистськими загарбниками й виявлені при цьому мужність і героїзм, майору Дзюбі Івану Михайловичу присвоєне звання Героя Радянського Союзу з врученням ордена Леніна й медалі «Золота Зірка» (№ 601).
Нагороджений також двома орденами Червоного Прапора (21.12.1941, 5.02.1947), орденами Вітчизняної війни 1-го (11.03.1985) та 2-го (5.06.1945) ступенів, Червоної Зірки (3.11.1953), медалями.
5 липня 1961 року присвоєне почесне звання «Заслужений льотчик-випробувач СРСР».

## Пам'ять
В селищі Чкаловський, на будинку, в якому мешкав І. М. Дзюба, встановлено меморіальну дошку.